# Eucharassus wappesi
Eucharassus wappesi är en skalbaggsart som beskrevs av Monné M. L. 2007. Eucharassus wappesi ingår i släktet Eucharassus och familjen långhorningar.
Artens utbredningsområde är:
- Guatemala.
- Panama.

Inga underarter finns listade i Catalogue of Life.